# Scheepje (liturgie)
Het scheepje is een recipiënt waarin wierookkorrels bewaard worden. Tijdens de H. Mis schept de priester met een lepeltje de korrels uit het scheepje en legt ze op de kooltjes in het wierookvat.
De scheepjesdrager wordt een navicularius genoemd.

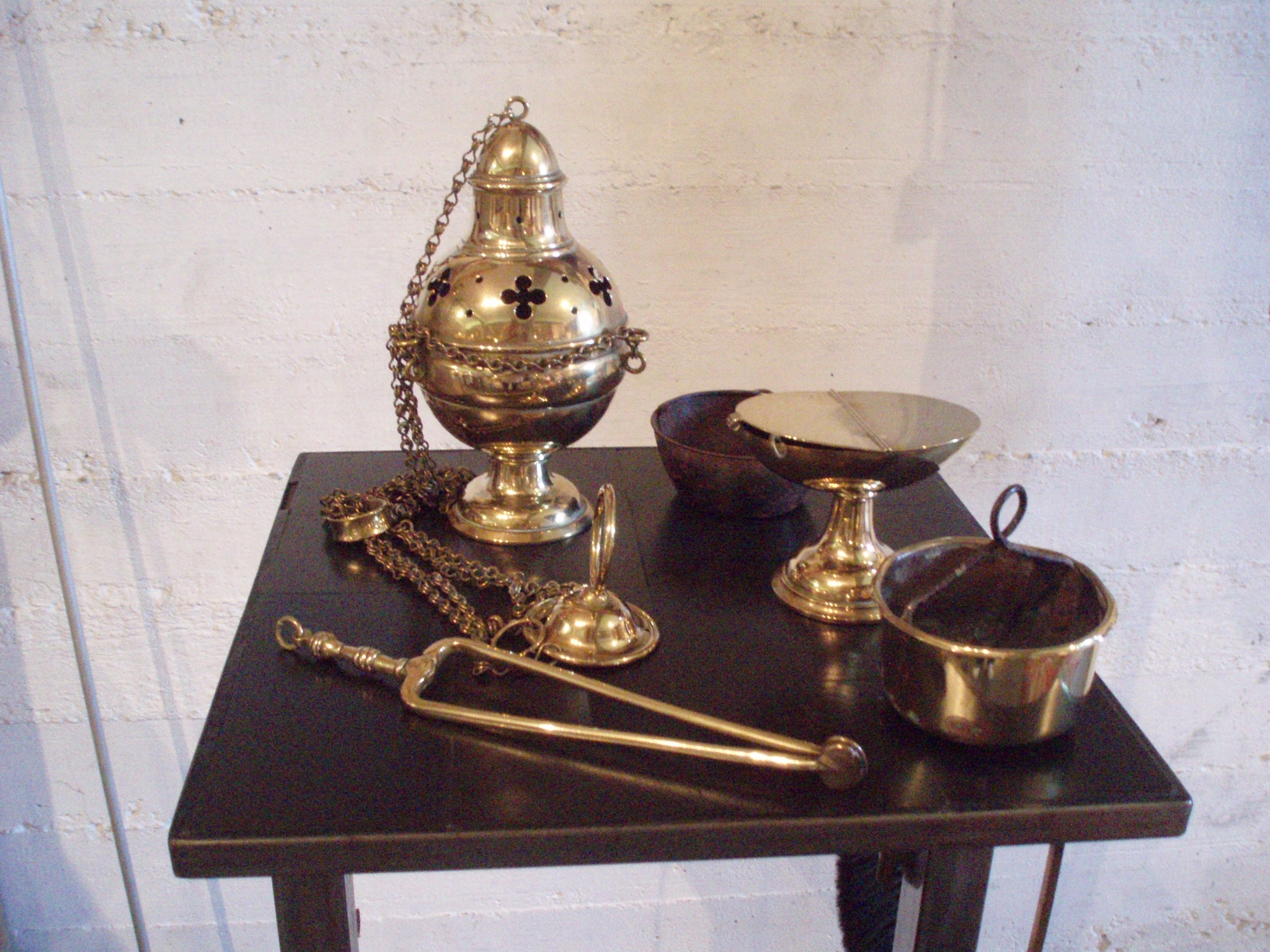
Het scheepje (rechtsmidden) uitgestald bij het wierookvat (religieus museum De Crypte, Gennep